# 1948 w filmie
Wydarzenia filmowe w 1948 roku.

## Wydarzenia
- 4 stycznia – francuscy aktorzy filmowi, m.in. Jean Marais i Simone Signoret wypowiedzieli się przeciwko zalewowi francuskiego rynku kinowego przez filmy amerykańskie.

## Premiery

### Filmy polskie
- 28 marca – Ostatni etap – reż. Wanda Jakubowska
- 10 maja – Stalowe serca – reż. Stanisław Urbanowicz

### Filmy zagraniczne
- Dzwonić Northside 777 (Call Northside 777) – reż. Henry Hathaway (James Stewart)
- Fort Apache – reż. John Ford (wyst. John Wayne, Henry Fonda)
- Koralowa wyspa (Key Largo) – reż. John Huston (Humphrey Bogart i Lauren Bacall)
- Rzeka Czerwona (Red River) – reż. Howard Hawks (wyst. John Wayne, Montgomery Clift)
- Skarb Sierra Madre (The Treasure of the Sierra Madre) – reż. John Huston (wyst. Humphrey Bogart, Walter Huston)
- Złodzieje rowerów – reż. Vittorio De Sica
- Cesarski walc – reż. Billy Wilder (Bing Crosby, Joan Fontaine, Richard Haydn, Sig Ruman)
- Jankes na dworze króla Artura – reż. Tay Garnett (Bing Crosby, Rhonda Fleming, Cedric Hardwicke, William Bendix)
- Wiosna w miasteczku – reż. Fei Mu
- Under California Stars – reż. William Witney

## Nagrody filmowe
- Oskary
  - Najlepszy film – Hamlet
  - Najlepszy aktor – Laurence Olivier (Hamlet)
  - Najlepsza aktorka – Jane Wyman (Johnny Belinda)
  - Wszystkie kategorie: Oskary w roku 1948
- Festiwal w Cannes
  - Złota Palma: festiwal się nie odbył

## Urodzili się
- 1 stycznia:
  - Tadeusz Owsianko, polski operator
  - Zbigniew Samogranicki, polski aktor
  - Jerzy Niemczuk, polski scenarzysta
- 2 stycznia – Kazimierz Bendkowski, polski reżyser, scenarzysta i operator
- 16 stycznia – John Carpenter, amerykański reżyser
- 24 stycznia – Krystyna Nawrocka, polska reżyserka (zm. 2007)
- 5 lutego – Barbara Hershey, amerykańska aktorka
- 20 lutego – Jennifer O’Neill, amerykańska aktorka
- 28 lutego – Mercedes Ruehl, amerykańska aktorka
- 29 lutego – Irina Kupczenko, radziecka i rosyjska aktorka
- 2 marca – Krzysztof Majchrzak, polski aktor
- 14 marca – Billy Crystal, amerykański aktor i komik
- 28 marca – Dianne Wiest, amerykańska aktorka
- 17 kwietnia – Mirush Kabashi, albański aktor (zm. 2023)
- 28 czerwca – Kathy Bates, amerykańska aktorka
- 6 lipca – Nathalie Baye, francuska aktorka
- 20 lipca – Anna Chodakowska, polska aktorka
- 30 lipca – Jean Reno, francuski aktor
- 7 sierpnia – Leszek Świgoń, polski aktor (zm. 2009)
- 26 sierpnia – Bożena Dykiel, polska aktorka
- 10 września – Tony Gatlif, francuski reżyser
- 19 września – Jeremy Irons, brytyjski aktor
- 26 września – Olivia Newton-John, australijska aktorka i piosenkarka (zm. 2022)
- 8 października – Claude Jade, francuska aktorka (zm. 2006)
- 16 października – Stanisław Jaskułka, polski aktor
- 29 października – Kate Jackson, amerykańska aktorka
- 28 listopada – Agnieszka Holland, polska reżyserka i scenarzystka
- 27 grudnia – Gérard Depardieu, francuski aktor

## Zmarli
- 11 lutego – Siergiej Eisenstein, radziecki reżyser (ur. 1898)
- 4 maja – Ziuta Kryniczanka, polska aktorka (ur. 1919)
- 6 czerwca – Louis Lumière, jeden z wynalazców kinematografu, pionier kina (ur. 1864)
- 5 lipca – Carole Landis, amerykańska aktorka (ur. 1919)
- 23 lipca – D.W. Griffith, amerykański reżyser i producent filmowy (ur. 1875)